# Drosophila hawaiiensis (artundergrupp)
Drosophila hawaiiensis är en artundergrupp inom undersläktet Hawaiian Drosophila och artgruppen Drosophila grimshawi. Artundergruppen innehåller 15 arter.

## Arter

### ArtkomplexetDrosophila hawaiiensis
- Drosophila hawaiiensis (Grimshaw, 1901)

### Övriga arter
- Drosophila flexipes (Hardy & Kaneshiro, 1968)
- Drosophila formella (Hardy & Kaneshiro, 1972)
- Drosophila gradata (Hardy & Kaneshiro, 1968)
- Drosophila gymnobasis (Hardy & Kaneshiro, 1971)
- Drosophila heedi (Hardy & Kaneshiro, 1971)
- Drosophila hirtipalpus (Hardy & Kaneshiro, 1968)
- Drosophila lasiopoda (Hardy & Kaneshiro, 1975)
- Drosophila musaphilia (Hardy, 1965)
- Drosophila nukea Magnacca in Magnacca & Price, 2012
- Drosophila psilotarsalis (Hardy & Kaneshiro, 1975)
- Drosophila recticilia (Hardy & Kaneshiro, 1968)
- Drosophila silvarentis (Hardy & Kaneshiro, 1968)
- Drosophila turbata (Hardy & Kaneshiro, 1969)
- Drosophila villitibia (Hardy, 1965)